# Charles-Henri-Louis d'Arsac de Ternay
 (mai 2012).
Pour les articles homonymes, voir Arsac et Ternay.
Charles-Henri-Louis d'Arsac de Ternay, dit le « chevalier de Ternay », né le 27 janvier 1723 à Angers et mort le 15 ou 19 décembre 1780 à l'âge de 57 ans, à Newport sur le navire amiral Duc-de-Bourgogne, victime d'une épidémie de fièvre putride (typhoïde), est un officier de marine français. Il se distingue lors de la guerre de Sept Ans et la guerre d'indépendance des États-Unis. Il termine sa carrière avec le grade de chef d'escadre des armées navales, sous le règne de Louis XVI.

## Biographie

### Origines et jeunesse
Charles-Henri-Louis d'Arsac naît le 27 janvier 1723 sans doute à Angers de l'union de Charles-François d'Arsac, marquis de Ternay, et de Louise Lefebvre de Laubrière, sœur de Charles-François Lefebvre de Laubrière. Son frère aîné, Gabriel (né en 1721) s'engage dans l'armée de terre et devait être élu député de la noblesse aux États généraux de 1789. Comme beaucoup de fils cadets de familles noble, le jeune Charles-Henri est destiné à entrer dans les ordres ou à suivre une carrière militaire.
Le 12 décembre 1737, il est présenté de minorité dans l'ordre de Saint-Jean de Jérusalem, il est page du grand maître à l'âge de 14 ans. Il quitte l'Ordre, un an plus tard, pour entrer, le 30 octobre 1738, dans la Marine royale et intègre une compagnie de gardes de la Marine au département de Toulon. Il servira toute sa vie dans ce corps, gravissant les échelons un à un, jusqu'au grade de capitaine de vaisseau en 1761.

### Carrière militaire et principaux faits d'armes

#### Guerre de Sept Ans

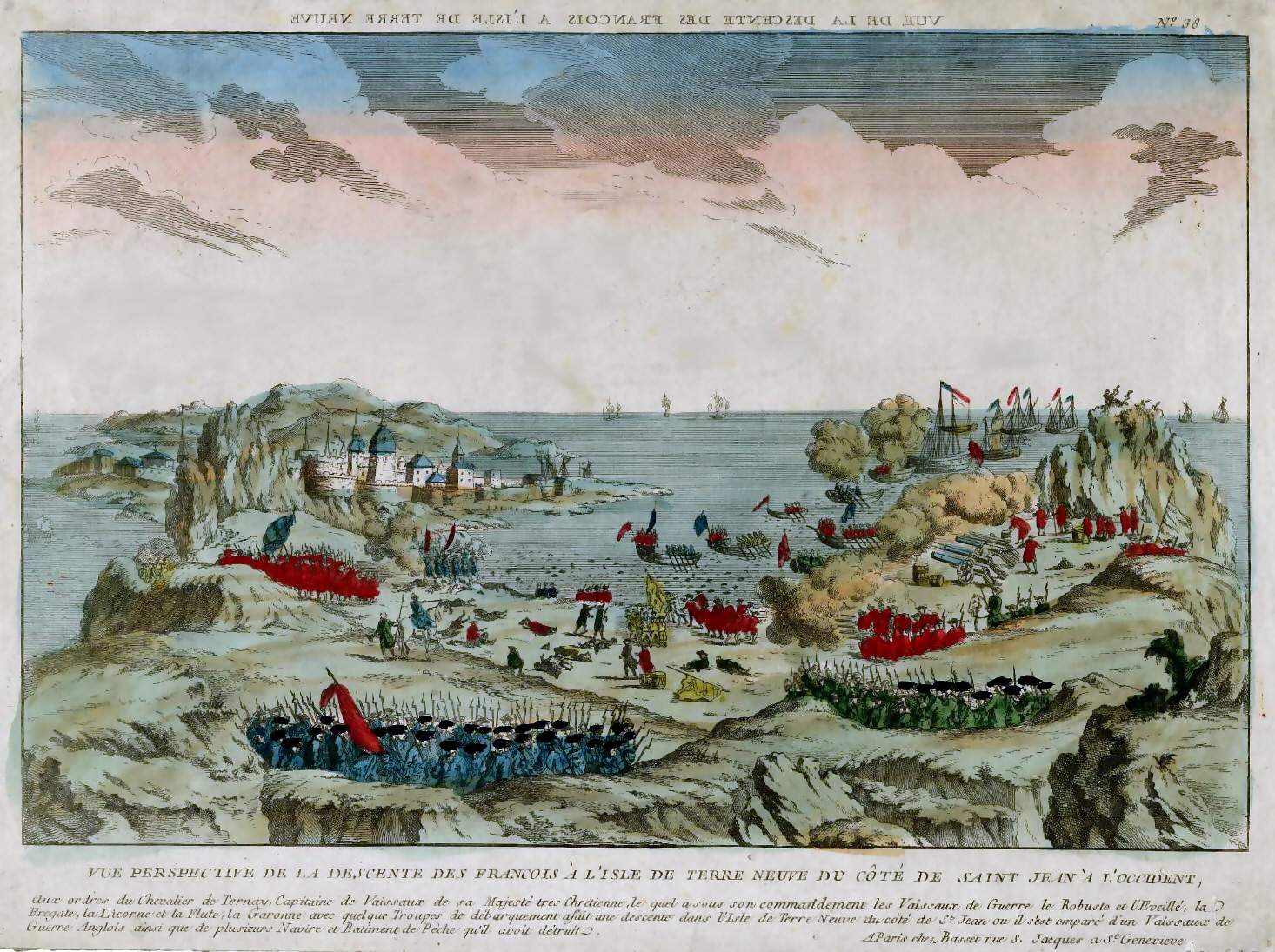
Vue de la descente à Terre Neuve par le chevalier de Ternay en 1762.

Le 10 janvier 1761, il est nommé capitaine et prend à Brest le commandement du Robuste. Il dirige la flotte française réfugiée dans la baie de Vilaine à la suite de la bataille des Cardinaux.
En 1762, le duc de Choiseul le nomme responsable d'une expédition secrète où il est chargé de ravager les côtes de Terre-Neuve, prendre Saint-Jean et affaiblir la flotte britannique stationnant dans la région. Ces diverses manœuvres ayant pour but de réaffirmer la présence française en Amérique du Nord et à terme d'attaquer le Canada un an après en 1763. 

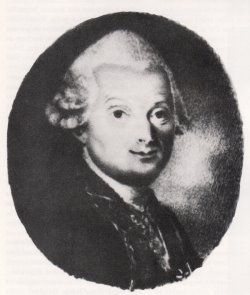
Charles-Henri-Louis d'Arsac de Ternay.

Il dirige une flotte de cinq navires, avec à bord 750 militaires dont 161 Irlandais recrutés à Terre-Neuve. Ternay part de Brest le 8 mai 1762 avec deux vaisseaux de ligne, une frégate et deux flûtes. Il rejoint la ville de Saint-Jean en juin, capturée par les troupes d'infanterie du colonel Joseph-Louis-Bernard Cléron de d'Haussonville, et en fait sa base arrière.
Il mène à bien cette mission, détruisant systématiquement tous les établissements de pêche ennemis et capturant ou coulant 460 bateaux de toutes tailles.
À la suite de la défaite des troupes de l'infanterie française à la bataille de Signal Hill et face à une flotte britannique supérieure en nombre, il prend la décision de quitter Terre-Neuve pour rallier l'Europe avec ses vaisseaux ; abandonnant Haussonville et une partie de ses troupes face aux Anglais, qui devront capituler. Ayant sauvé sa flotte, Ternay ne sera pas sanctionné.
Poursuivi dans l'Atlantique par deux navires britanniques, il ne rejoint Brest que le 28 janvier 1763, après s'être réfugié dans le port de La Corogne en Espagne.

#### Gouverneur dans l'océan Indien pendant la paix (1764-1775)
De 1764 à 1769, il commanda divers navires.[Lesquels ?]
Le 16 août 1771, il devint gouverneur de l'Isle de France et de Bourbon, et le 22 décembre de la même année, atteint le grade de brigadier des armées navales. En 1776, il est élevé au rang de chef d'escadre des armées navales.

#### Guerre d'indépendance des États-Unis
En 1779, il reçoit le commandement du Saint-Esprit de 80 canons et reste en Europe. Il intègre l'armée navale franco-espagnole de 66 vaisseaux qui fait campagne pendant l'été 1779 à l'entrée de la Manche en tentant vainement d'engager le combat contre la marine anglaise pour couvrir une nouvelle tentative de débarquement. Ternay est déçu, on lui préfère La Motte-Picquet pour aller secourir d'Estaing.
En cette fin d'année la France manque de navires de transports. Sartine en appelle aux armateurs privés, c'est ainsi que Jean-Joseph Carrier de Montieu fait acheter par Jean Peltier Dudoyer 9 navires qu'il met à la disposition du ministre. Avec un navire acheté à La Rochelle, ces bateaux rejoignent Brest, sans assurances et sans connaître les conditions du contrat ! Un coulera à la sortie de la Loire, le Roi assumera l'assurance. Ils arrivent dans un port submergé, heureusement l'escadre espagnole de Cordova, composée de 15 vaisseaux, quitte les quais. Le 13 janvier, l'amiral espagnol Gaston quitte à son tour Brest avec 20 vaisseaux.  

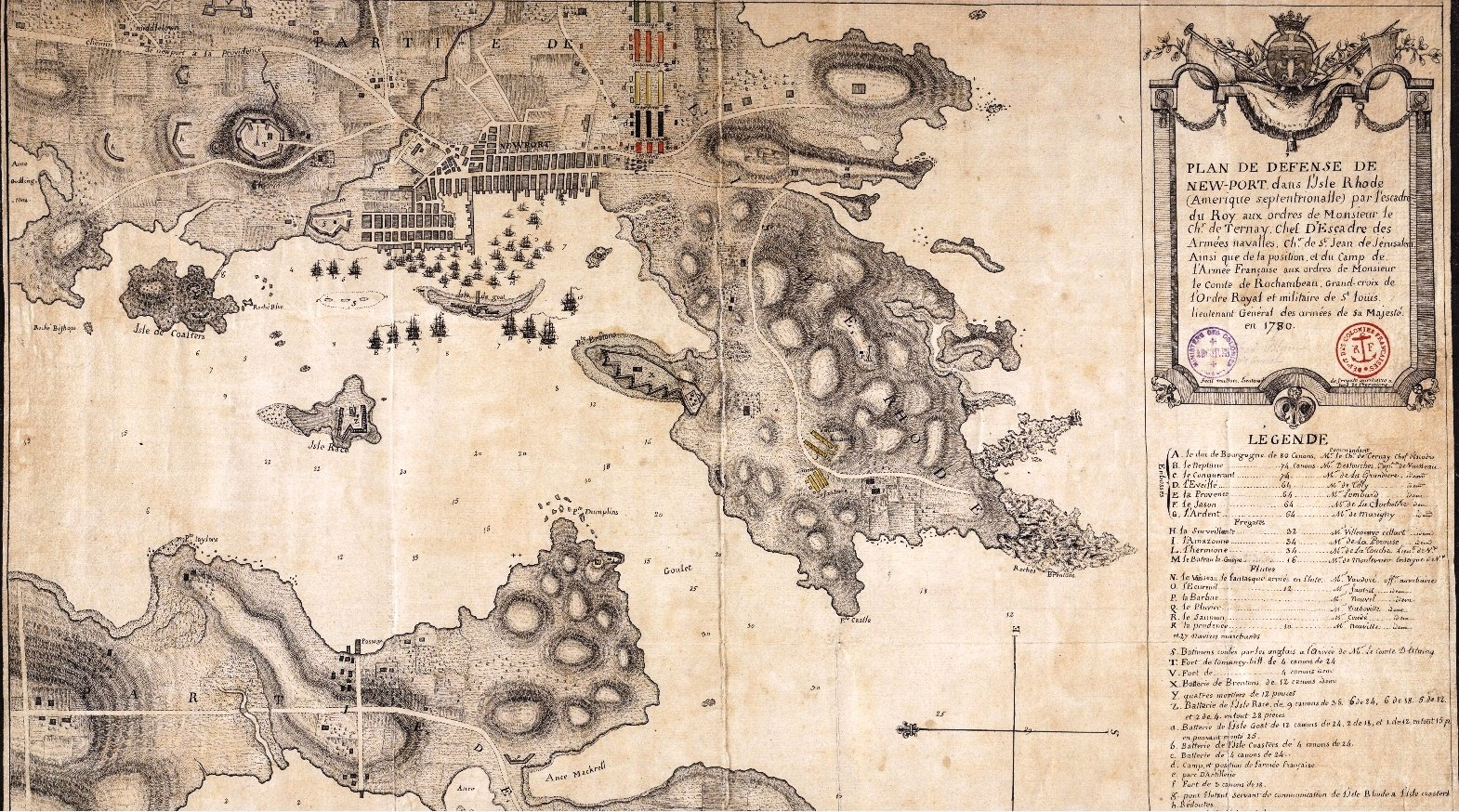
Plan du stationnement des troupes de Rochambeau et des vaisseaux de Ternay à Newport en 1780.

En 1780, le port de Brest est toujours encombré, le 4 février Guichen part pour les Antilles avec un convoi de 83 bateaux de transport. Ternay apprend à Paris que l'accompagnement du convoi qui va transporter les troupes du comte de Rochambeau au Nouveau Monde pour aider les Américains dans leur lutte contre les Anglais, lui est confié. Il se rend à Brest et prend le commandement d'une escadre :
Le Duc de Bourgogne, 80 canons, commandé par de Médine, Le Neptune, 74 canons, capitaine Destouches, Le Conquérant, 74 canons, capitaine de Lagrandière, La Provence, 64 canons, capitaine de Lombard, L'Ardent, 64 canons, capitaine cher Charles-René Bernard de Marigny, Le Jason, 64 canons, capitaine Chadeau de la Clocheterie, L'Éveillé, 64 canons, capitaine Le Gardeur de Tilly, Le Fantasque, armé en flûte, 64 canons, capitaine Vaudoré, 1 200 tonneaux, servant d'hôpital et pouvant transporter 150 hommes, La Surveillante, flûte, capitaine de Cillard, L'Amazone, flûte, capitaine de la Pérouse et la frégate la Bellone, La Guêpe, cutter, capitaine de Maulévrier.
Le corps expéditionnaire représente beaucoup de monde, difficile de faire face, heureusement Rochambeau est conciliant. Le 2 mai le convoi d'une trentaine de transports, qui ne connaît pas sa destination, quitte la rade de Brest, le temps est assez beau. Ternay choisit la route du Sud, moins risquée. C'est seulement le 21 mai que les officiers apprennent leur véritable destination. Au cours du voyage ils éviteront les combats, leur vraie mission est le transport des renforts aux Américains. Après 69 jours, ils arrivent au large de Rhode Island, ils ont réussi.
Avec seulement huit vaisseaux de ligne, deux frégates et huit galiotes à bombes, il ne peut rien faire, une fois arrivé à Newport, face à une flotte britannique qui comptait treize vaisseaux de ligne de plus que la sienne et qui n'eut aucun mal à le bloquer. Cependant, il s'établit dans la place avec Rochambeau et son escadre y passe l'hiver sans que les Anglais puissent les en déloger. Il participe en septembre 1780, à Hartford (Connecticut) à la première rencontre du général Washington avec ses nouveaux alliés, en qualité de commandant des forces navales françaises et en compagnie du comte de Rochambeau, puis s'occupe de fortifier la ville.
C'est à bord du Duc de Bourgogne, dans la rade de Newport dans l'état du Rhode Island, victime de la fièvre putride, qu'il décède en 1780 après huit jours de maladie. Il est remplacé par le chef d'escadre Destouches, en attendant l'arrivée de Barras de Saint-Laurent en mai 1781.

## Amitié avec La Pérouse
Le chevalier de Ternay forme La Pérouse, il devient son tuteur et ami. Ensemble, ils mèneront à bien les missions qui leur sont confiées et navigueront sur toutes les mers du monde. Apprenant la mort du chevalier de Ternay, La Pérouse dira « qu'il l'aimait comme un père » et en souvenir de leur amitié, lors de son expédition en Extrême-Orient de l'été 1787, il baptise du nom de baie de Ternay un lieu qu'il avait observé sur la côte de Mandchourie environ 700 km au nord de Vladivostok en face du détroit de La Pérouse.

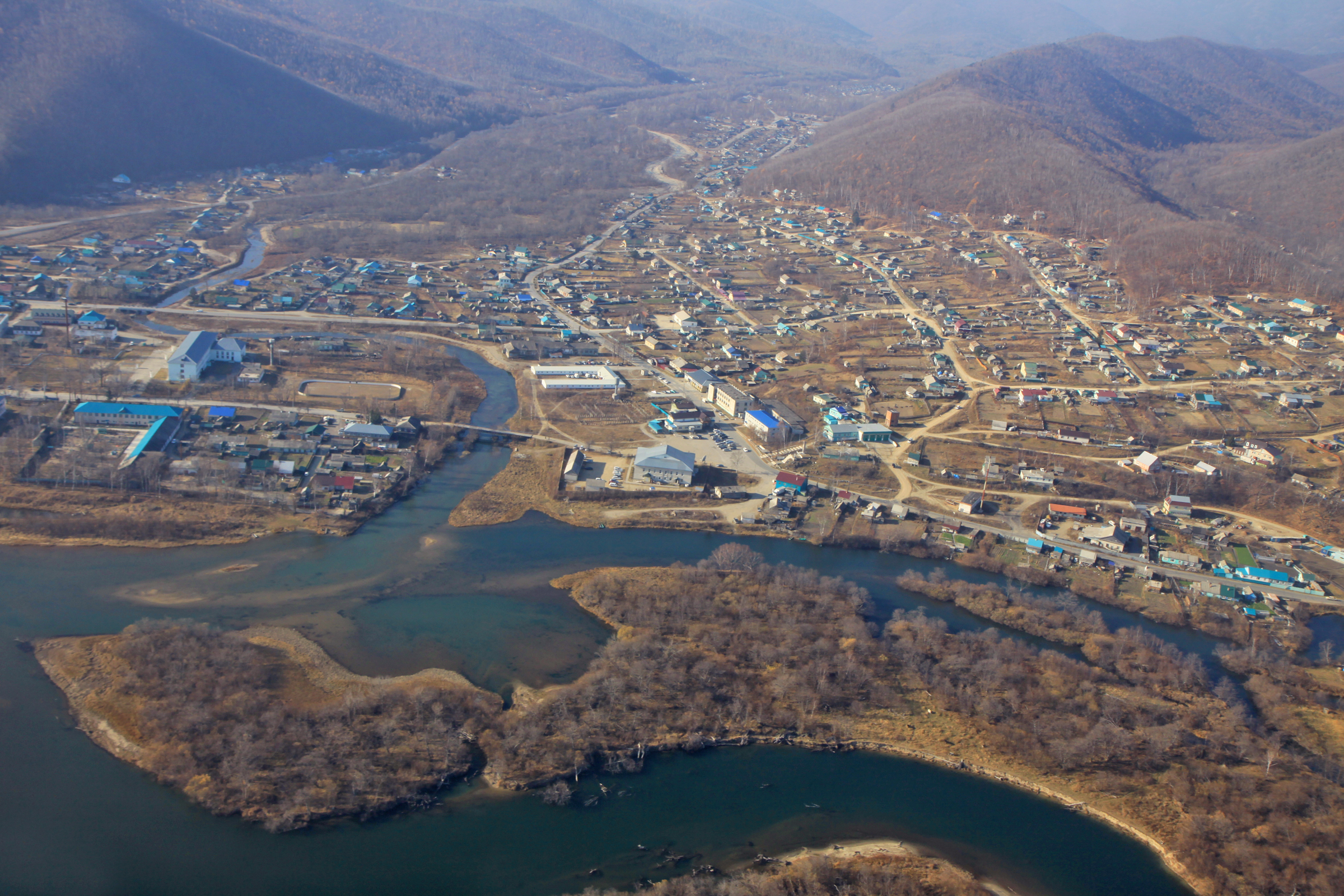
Village de Terneï

Cent-vingt ans plus tard, en 1908, est fondée la ville de Terneï en Russie, qui aujourd'hui encore honore la mémoire de cet homme.

## Hommages
Deux stèles sont érigées en sa mémoire sur son lieu de mort et dans la baie de Ternay. La stèle située à Newport élevée à la demande de Louis XVI comporte un texte en latin dont la traduction en français est le suivant :

« D.O.M.

Gît sous ce marbre

Charles Louis d'Arsac de Ternay

Chevalier non profex de l'Ordre de St Jean de Jérusalem, Issu d'une noble et ancienne Maison de Bretagne. Chef d'Escadre des Armées Navales de sa Majesté très Chrétienne. Citoyen Soldat. Officier Général, il a bien mérité de son Roi et de sa Patrie pendant quarante deux ans.
Après la fatale journée du Croisic, les vaisseaux du Roi ayant été dispersés dans les détroits dangereux et impraticables de la Vilaine, animé d'une heureuse audace et par un travail infatigable pendant les années 1760, 1761, en présence même de l'ennemi qui s'opposait à ses efforts, il les a arrachés aux gouffres profonds du fleuve et les a restitués aux ports qui leur étaient destinés.
En 1762 il s'empara de l'Isle de Tereneuve en Amérique.
En 1772, nommé Gouverneur des Isles de France et de Bourbon il s'est occupé tout entier pendant sept ans des avantages de la France et du bonheur des Colons qui étaient confiés à ses soins.
Envoyé en 1780 par le Roi très Chrétien au secours des États-Unis qui combattaient pour leur liberté, il prit poste à Rhode Island ; pendant qu'il se préparait à de nouvelles tentatives, il a succombé à Newport à une mort qui a coûté bien des larmes et des regrets à ses officiers à ses équipages, aux États-Unis, aux hommes vertueux et à ses proches le 19 décembre de la même année âgé de 58 ans.

Le Roi très Chrétien Juge et rémunérateur très équitable de la Vertu, pour consacrer à la postérité la mémoire d'un Général aussi respectable, a ordonné que l'on élevât ce Monument.

M.DCCLXXXIII »